# أندرو ريكر
أندرو ريكر (بالإنجليزية: Andrew L. Riker)‏ هو مخترع ومصمم سيارات أمريكي عاش في الفترة ما بين سنتي 1868–1930؛ وينسب إليه الفضل في كونه رائداً في عملية الانتقال في صناعة السيارات الأمريكية من الكهرباء إلى محركات الاحتراق.
ساهم ريكر في تأسيس جمعية مهندسي السيارات الدولية وكان أول رئيس لها.